# Fløjtekoncert (Nielsen)
Carl Nielsens Concert for Fløjte og orkester [D.F.119] blev skrevet i 1926 for Holger Gilbert-Jespersen, som efterfulgte Paul Hagemann som fløjtenist i Københavns Blæserkvintet. Koncerten, i to satser, blev generelt godt modtaget ved uropførelsen i Paris den 21. oktober 1926, hvor Nielsen havde indført en midlertidig slutning. Den første komplette version blev spillet i København den efterfølgende januar. Fløjtekoncerten er nu en del af det internationale fløjterepertoire.

## Baggrund
I 1921 hørte Nielsen Københavns Blæserkvintet øve noget musik af Mozart og var bjergtaget af ensemblets musikalske formåen. Samme år skrev han sin blæserkvintet særligt til dette ensemble. Blæserkvintettens sidste sats er tema og variationer som i musik afbilleder de fem musikeres personligheder og deres respektive instrumenter, på samme måde som Edward Elgar portrætterede sine venner i Enigmavariationerne. Nielsens mål var at skrive en koncert for hvert medlem af blæserkvintetten og han startede med fløjtenisten Holger Gilbert-Jespersen (1890-1975). Grundet dårligt helbred var Nielsen kun i stand til at færdiggøre en koncert mere før sin død, nemlig klarinetkoncerten til gruppens klarinettist Aage Oxenvad, som blev færdiggjort i 1928.
Nielsen påbegyndte arbejdet med fløjtekoncerten, mens han rejste i Tyskland og Italien i august 1926, og tiltænkte værket at blive opført ved en koncert i Paris, som var tilegnet fire af sine værker og som skulle afholdes den 21. oktober. Uheldigvis fik han grundet langvarig maveproblemer ikke færdiggjort værket i tide og var nødt til at indføre en midlertidig slutning i anledningen af Paris-koncerten.

## Modtagelse
Til koncerten dirigerede hans svigersøn, Emil Telmányi, og foruden solist medvirkede Orchestre de la Société des Concerts du Conservatoire. Værket blev positivt modtaget af publikum og anmeldelserne var også generelt positive. Paul Le Flem skrev i Comoedia: "Koncerten for fløjte og orkester, enestående opført af M. Holger-Gilbert Jespersen, er Mr. Nielsens sidste nye værk. Det har pikanteri, energi og mangler ikke humor." Men Jan Meyerheim, i sin anmelde i Paris Telegram, var ikke enig: "Koncerten for fløjte, godt spillet af M. Jespersen, brød jeg mig ikke om, overhovedet; den var ud over min forståelse."
Det var ikke før 25. januar 1927, at den første komplette version af værket blev opført ved Musikforeningen i København. Fløjtekoncerten er nu blevet del af det internationale Nielsen-repertoire.

## Musik
Efter den forholdsvis traditionelle stil Nielsens violinkoncert var skrevet i, synes fløjtekoncerten at reflektere de modernistiske tendenser fra 1920'erne. Som en af Nielsens senere værker mangler det tonal stabilitet, hvor den lange første Allegro moderato-sats varierer mellem d-mol, es-mol og F-dur. Solopassager, dialoger mellem solofløjte og orkester og en klarinet- and fagotkonversation karakteriserer musikken. Efter en uventet afbrydelse af bastrombone, kommer fløjten frem med et kantabelt tema i E-dur. En orkestral kadence leder tilbage til åbningstemaerne før den slutter roligt i en toneart som tilnærmelsesvis er Ges-dur.
Nielsen beskriver indledningen af anden sats, Allegretto, som havende "en lille ubehagelighed i nogle toner spillet af orkesteret men atmosfæren bliver hurtigt afslappet igen og når solofløjten kommer ind gør den det med en barnlig uskyldighed". Satsens melodiøse begyndelse fluktuerer mellem Allegrettoer og Adagioer før den indfinder sig i en Tempo di marcia-variation over den melodiske åbning. Bastrombonen introducerer da en sidste serie af legende slides som afslutter værket.

## Eksterne links
- Link til Carl Nielsen Udgavens praktisk/videnskabelige digitale udgave:

- Koncert for Fløjte og Orkester Arkiveret 10. juni 2014 hos  Wayback Machine

## Yderligere litteratur
- Ryan Ross (1. oktober 2012), "Nielsen's Arcadia: The Case of the Flute Concerto", Carl Nielsen Studies, 5, doi:10.7146/CNS.V5I0.27773, Wikidata  Q99056413